# Беляйково (Нижньогородська область)
Беляйково (рос. Беляйково) — село в Вачському районі Нижньогородської області Російської Федерації.
Населення становить 636 осіб. Входить до складу муніципального утворення Новосельська сільрада.

## Історія
Від 2009 року входить до складу муніципального утворення Новосельська сільрада.

## Населення
| 1859 | 1905 | 1926 | 1999 | 2002 | 2010 |
| ---- | ---- | ---- | ---- | ---- | ---- |
| 154  | ↗205 | ↗285 | ↗977 | ↘796 | ↘636 |